# 홍창한
홍창한(洪昌漢 1698년 ~ ?)은 조선 후기의 문신·문인으로, 본관은 풍산(豊山)이며, 자는 대기(大紀)이다. 홍국영·원빈 홍씨 남매의 할아버지. 혜경궁 홍씨의 아버지인 홍봉한, 숙부 홍인한 형제와는 8촌 종형제간이었다. 홍주원의 아들 홍만형의 증손, 이재(李縡)의 문인.

## 생애
1728년 춘당대문과에 을과로 급제, 검열, 이조좌랑, 사헌지평, 정언 등 삼사의 언관직을 지내고, 1737년 수찬으로 있을 때 조현명(趙顯命)의 탄핵을 받고 파직되었다.
1738년 암행어사로 임명되고, 그 뒤 봉산군수(鳳山郡守)를 지내고 돌아와 사간원헌납으로 있을 때, 39년 위패(違牌)의 죄로 경성판관(鏡城判官)으로 쫓겨났다. 1740년 응교(應敎), 집의를 지낸 뒤 청나라에 보내는 사은사 겸 동지사(冬至使)가 파견될 때 서장관(書狀官)으로 북평에 다녀왔다. 귀국 후 사간(司諫), 검상(檢詳), 수원부유수, 1745년 전라도관찰사로 도임하였다.
시문에 능했으며, 명필이었다.

## 가족관계
- 고조부 : 홍주원(洪柱元)
  - 증조부 : 홍만형(洪萬衡)
    - 할아버지 : 홍중해(洪重楷)
      - 아버지 : 홍양보(洪良輔)
        - 부인 : 유씨(兪氏) - 유두기의 딸
          - 아들 : 홍낙순(洪樂純)
            - 손자 : 홍복영(洪福榮)

          - 아들 : 홍낙춘(洪樂春)
            - 손자 : 홍국영(洪國榮)
            - 손녀 : 원빈 홍씨 (元嬪 洪氏)

          - 아들 : 홍낙빈(洪樂彬)
            - 손자 : 홍익영(洪益榮)

## 같이 보기
- 홍봉한
- 홍인한
- 홍국영
- 원빈 홍씨
- 혜경궁 홍씨